# Miranda Hart
Miranda Katherine Hart Dyke, född 14 december 1972 i Torquay, är en brittisk skådespelare, komiker och författare.
Hennes stora genombrott kom 2009 med den delvis självbiografiska TV-komediserien Miranda, som hon skrivit och spelar huvudrollen i. TV-serien baserades på hennes tidigare radioserie Miranda Hart's Joke Shop från 2008. 2012-2015 medverkade hon i BBC:s drama Barnmorskan i East End, där hon spelar barnmorskan Chummy Brown (Camilla Fortescue-Cholmondeley-Browne).

## Filmografi (urval)
- 2006–2009 – Not Going Out (TV-serie)
- 2009–2015 – Miranda (TV-serie)
- 2012–2015 – Barnmorskan i East End (TV-serie)
- 2015 – Spy
- 2020 – Emma